# De Hoop (Sprundel)
De Hoop is een ronde, stenen beltmolen, die staat aan Molenerf 2 in het Brabantse Sprundel. De molen werd in 1840 in opdracht van Cornelis Peters gebouwd. Hierna volgden diverse eigenaren, tot in 1907 de familie Verpaalen de molen kocht. Omstreeks 1970 werd de gemeente Rucphen eigenaar van de molen. In opdracht van de gemeente is De Hoop maalvaardig gerestaureerd. In de molen zijn twee koppels maalstenen aanwezig.
De molen is doorgaans op zondag open van 9:00 tot 18:00 uur en daarnaast op afspraak te bezoeken.